# Cruztitla, San Sebastián Tlacotepec
Cruztitla är en ort i Mexiko.   Den ligger i kommunen San Sebastián Tlacotepec och delstaten Puebla, i den sydöstra delen av landet, 270 km öster om huvudstaden Mexico City. Cruztitla ligger 115 meter över havet och antalet invånare är 210.
Terrängen runt Cruztitla är bergig västerut, men österut är den kuperad. Cruztitla ligger nere i en dal. Runt Cruztitla är det ganska tätbefolkat, med 139 invånare per kvadratkilometer. Närmaste större samhälle är Río Sapo, 10,6 km sydost om Cruztitla. I omgivningarna runt Cruztitla växer i huvudsak städsegrön lövskog.